# Albert Vilalta
Albert Vilalta i González (Reus, 1933 - Barcelona, 15 de noviembre de 2013) fue un ingeniero y político español, primer consejero de Medio Ambiente de la Generalidad de Cataluña entre 1991 y 1996, y secretario de Estado de Infraestructuras en el primer gobierno de José María Aznar.

## Biografía
Vilalta comenzó su trayectoria pública como redactor del Plan de Saneamiento de Barcelona en 1969, durante la dictadura franquista. Con el restablecimiento provisional de la Generalidad de Cataluña en 1977, en pleno periodo de la Transición democrática, fue director general de Transportes de la entidad preautonómica presidida por Josep Tarradellas al regresar del exilio. En aquellos primeros años también formó parte de la comisión de traspaso de competencias entre la Administración General del Estado y la Generalidad.
Entre 1983 y 1991, siendo ya Jordi Pujol presidente de la Generalidad catalana, presidió la empresa pública Ferrocarriles de la Generalidad de Cataluña, etapa en la que se mejoraron las conducciones de cercanías y se modernizaron los servicios, en un plan establecido junto con Julián García Valverde. En 1991 fue nombrado por Jordi Pujol consejero de Medio Ambiente. Durante su etapa como consejero se aprobó el Plan de Espacios de Interés Natural de Cataluña.
En 1996, tras la victoria electoral del Partido Popular, en el primer gobierno de José María Aznar fue nombrado primer presidente del Gestor de Infraestructuras Ferroviarias (GIF) y en 1998 secretario de Estado de Infraestructuras y Transportes. Vilalta defendió siempre que los servicios de Alta Velocidad de los ferrocarriles españoles llegasen al centro de las ciudades. En 2012 fue absuelto de un delito de malversación de fondos públicos por el que fue procesado, al haber prescrito los delitos. Era padre del cooperante español, del mismo nombre, secuestrado en Mauritania junto a otros dos compañeros por la organización terrorista Al Qaeda del Magreb Islámico y que eran miembros de la Barcelona Acció Solidària, y fueron finalmente liberados en un complejo proceso.
En 2012 el Col·legi d'Economistes de Catalunya lo distinguió como colegiado de honor.